# Motor City
Motor City (Duitse titel: Oldtimer) is een simulatiespel voor DOS, ontwikkeld in 1995 door het Oostenrijkse Max Design (tegenwoordig bekend als Red Monkeys). De speler beheert een bedrijf in de Europese auto-industrie aan het eind van de 19e eeuw waar auto's ontworpen en verkocht worden. Het was het laatste spel dat Max Design ontwikkelde voordat ze werden opgekocht door het Duitse Sunflowers.

## Overzicht
Er dient (onder andere) rekening te houden met de productie van de auto's, het onderzoek, de administratie van het bedrijf, inkoop van onderdelen, het inhuren/ontslaan van personeelsleden en het voorblijven van de andere bedrijven in de industrie. Het spel biedt allerlei statistieken die geraadpleegd kunnen worden, zoals de financiën en records gevestigd door het bedrijf. De mate van planning en strategische keuzes bepalen of het bedrijf zich staande zal kunnen houden. Ook bij het opstarten van het bedrijf dienen keuzes gemaakt te worden, zoals in welk land het bedrijf zich zal vestigen - iets wat een grote invloed heeft op het verloop van het spel aangezien er gebruikgemaakt wordt van historische gegevens, zoals (belangrijke) politieke en economische gebeurtenissen.
Bij het ontwerpen van een auto kunnen allerlei eigenschappen gekozen worden (elk met een prijskaartje), zoals grootte, het type verbrandingsmotor en het type chassis. Deze keuzes bepalen hoelang het duurt om te auto te bouwen en wanneer deze gereed zal zijn voor de verkoop.
Het spel bevat ook een historisch overzicht van de geschiedenis van de auto met 3D gerenderde afbeeldingen. Aan het begin van de 20e eeuw begint ook de ontwikkeling van de raceauto waar men ook zelf in kan rijden: het spel bevat de mogelijkheid om zelf te rijden in een gebouwde raceauto.

## Ontvangst
| Beoordeeld door                | Platform | Datum         | Score |
| ------------------------------ | -------- | ------------- | ----- |
| ASM (Aktueller Software Markt) | DOS      | november 1994 | 92%   |
| PC Games (Duitsland)           | DOS      | februari 1995 | 85%   |
| PC Games (Duitsland)           | DOS      | november 1994 | 85%   |
| Amiga Joker                    | Amiga    | februari 1995 | 81%   |
| Power Play                     | DOS      | december 1994 | 71%   |
| PC Player (Duitsland)          | DOS      | december 1994 | 59%   |